# 全日本有線放送大賞
全日本有線放送大賞（ぜんにほんゆうせんほうそうたいしょう）は、1968年から2000年まで讀賣テレビ放送と大阪有線放送社（現在のUSEN）が共催していた歌謡曲の年間表彰である。初期を中心に上半期と年間の2回に分けて表彰された年もあるが、後に年1回（年間）のみの開催となった。ABC『歌謡ゴールデン大賞・新人グランプリ』と並ぶ大阪で開催された音楽賞レースの1つである。

## 概要
これは大阪有線放送社の有線放送を受信している利用者の楽曲へのリクエストの回数を基に審査するものであり1年間で最も多くのリクエストを獲得した楽曲を歌ったアーティストに贈られる大賞（以下グランプリ）を頂点に読売テレビ特別賞、ゴールドリクエスト賞、またその年デビューした新人アーティストの楽曲を対象とした新人賞とそこから選ばれる最優秀新人賞といった表彰があった。なお、1978年〜1989年は12月の年間のグランプリの選考・発表に加え、7月にも上半期における大阪有線でのリクエスト結果を元にした上半期グランプリの選考・発表も行われていたが、1990年度以降は年間グランプリ1本に統一された。
浜村淳の司会・進行で長年親しまれたが、1993年の第26回で降板し、1994年～1996年は赤坂泰彦が、1997年以降は堺正章が担当、2001年と2002年は『ALL JAPANリクエストアワード』へ、2003年以降は『ベストヒット歌謡祭』へ継承される（2011年以後は賞レース形式を廃止）。
大賞となるグランプリが決定すると天井から大量の紙吹雪が舞い、受賞者に読売テレビから賞金200万円とゴールデントロフィーが贈られた。グランプリは「栄光の星座」という愛称が付け加えられた。受賞者が歌うと紙吹雪が再び舞う。後継番組の『ベストヒット歌謡祭』（2005年）まで続いていたが、その後はなくなった（理由は不明）。最優秀新人賞を受賞した歌手にも大賞を受賞する権利を与えられた時期もある（浜村が司会をしていた頃、1992年の第25回まで）。
開催会場は初期（「夜のレコード大賞」）は読売テレビの本社スタジオ（「11PM」の収録スタジオ）、独立番組化した1976年以降はよみうり文化ホール、フェスティバルホール、大阪城ホールが主に使用された。

## 沿革
「ネオン街で口ずさまれている曲が本当のヒット曲ではないのか」というスタッフらの会話がきっかけで誕生。もともとは読売テレビが制作して日本テレビ系列で放送されていた深夜のワイドショー『11PM』の年末企画「夜のレコード大賞」として、1968年12月10日にスタート（カラー放送）。このタイトルには「日本レコード大賞のアンチテーゼ」という意味が込められていた。1976年度・第9回より独立して日本テレビ系列の「木曜スペシャル」枠で生放送されることとなり、『全日本有線放送大賞』（以下「全日本有線」）に改称した（独立後も『11PM』枠で新人賞ノミネートや当日放送後のパーティーが放送され、各受賞者が司会の藤本義一からインタビューを受ける事が慣例となっていた）。
1978年10月1日に読売テレビが音声多重放送を開始したのを受け、同年12月7日の第11回年間大賞からはステレオ放送となった。
1991年開催の第24回からは前年限りで終了した日本テレビ主催『日本テレビ音楽祭』の内容の一部を引き継いだ。
1992年8月30日に『24時間テレビ15「愛の歌声は地球を救う」』で『全日本有線』の過去のグランプリ受賞者などが受賞曲を披露する歌謡ショー形式として編成されたが、開始当初から続いた読売テレビ放送枠はこの回で終了した。
1995年開催の第28回からは、審査対象が楽曲からアーティストに変わった。またノミネート制を廃止したことで欠席したアーティストが多く受賞するようになった。但し、グランプリと最優秀新人賞は出席したアーティストのみが受賞できる規定があった。実際に1999年開催の第32回では最多リクエストを獲得した宇多田ヒカルが出演を辞退したため、次点のGLAYがグランプリを受賞した。欠席者が受賞する問題はのちの『ALL JAPANリクエストアワード』に続いたが、『ベストヒット歌謡祭』になってからは欠席者の受賞を廃止した。
グランプリ連覇の最長記録は4連覇で浜崎あゆみが2000〜2003年に達成、全日本有線放送大賞限定だと3連覇でテレサ・テンが1984〜1986年に達成している（年間ベース）。
1978年から1988年の11年間はTBS系の『ザ・ベストテン』の放送日と重なり、『全日本有線』の終了直後に『ベストテン』が始まり、『全日本有線』に出演したアーティストがその週の『ベストテン』にランクインした場合は、“追っかけマン（ウーマン）”役のMBSアナウンサーの仕切りで、会場近くから中継で歌うことが恒例であった。この中継には当時『全日本有線』の司会を務めていた浜村が局の垣根を越えて出演し、イントロに乗せて曲の紹介をした。

## 部門賞にまつわるエピソード
- 1997年開催の第30回では、評議委員の声によりオーロラ輝子（河合美智子）に「評議委員会特別賞」が授与された[3]。

## 司会者
- 浜村淳 - 1968〜1993年
- 鳳蘭 - 1984年・1987年
- 宮田輝 - 1977〜1982、1985、1986年
- 羽川英樹 （当時読売テレビアナウンサー）- 1980年代に上期グランプリの進行役を数回担当。
- 水沢アキ - 1987、1988年
- 桂三枝（現・六代桂文枝） - 1988〜1994年まで
- 榊原郁恵 - 1989年、1990年
- 片平なぎさ - 1990、1991年
- かとうれいこ - 1992年
- 涼風真世 - 1993年
- 島田紳助・坂本冬美 - 1995年
- 神田正輝・三井ゆり・今田耕司・東野幸治 - 1996年
- 赤坂泰彦 - 1994〜1996年
- 堺正章・川島なお美 - 1997年
- 堺正章・藤原紀香・中村玉緒 - 1998年
- 堺正章・藤原紀香 - 1999年 - 2000年 - 2008年までの『ベストヒット歌謡祭』へ引き継ぐ

## 歴代グランプリ（大賞・金賞）受賞一覧
| 回数   | 放送日         | 放送日         | 受賞歌手                        | 受賞曲                               |
| ------ | -------------- | -------------- | ------------------------------- | ------------------------------------ |
| 第1回  | 1968年12月10日 | 1968年12月10日 | 森進一                          | 盛り場ブルース                       |
| 第2回  | 1969年12月?日  | 1969年12月?日  | 青江三奈                        | 長崎ブルース                         |
| 第3回  | 1970年12月4日  | 1970年12月4日  | 内山田洋とクール・ファイブ      | 噂の女                               |
| 第4回  | 1971年12月?日  | 1971年12月?日  | 鶴田浩二                        | 傷だらけの人生                       |
| 第5回  | 1972年12月7日  | 1972年12月7日  | 内山田洋とクール・ファイブ（2） | この愛に生きて                       |
| 第6回  | 1973年12月8日  | 1973年12月8日  | ぴんからトリオ                  | 女のみち                             |
| 第7回  | 1974年12月?日  | 1974年12月?日  | 渡哲也                          | くちなしの花                         |
| 第8回  | 1975年12月?日  | 1975年12月?日  | さくらと一郎                    | 昭和枯れすゝき                       |
| 第9回  | 1976年12月9日  | 1976年12月9日  | 都はるみ                        | 北の宿から                           |
| 第10回 | 1977年12月8日  | 1977年12月8日  | 小林旭                          | 昔の名前で出ています                 |
| 第11回 | 上期           | 1978年?月?日   | 増位山                          | そんな女のひとりごと                 |
| 第11回 | 年間           | 1978年12月7日  | 沢田研二                        | LOVE (抱きしめたい)                  |
| 第12回 | 1979年12月6日  | 1979年12月6日  | 小林幸子                        | おもいで酒                           |
| 第13回 | 上期           | 1980年?月?日   | もんた&ブラザーズ               | ダンシング・オールナイト             |
| 第13回 | 年間           | 1980年12月4日  | もんた&ブラザーズ（2）          | ダンシング・オールナイト             |
| 第14回 | 上期           | 1981年?月?日   | 寺尾聰                          | ルビーの指環                         |
| 第14回 | 年間           | 1981年12月17日 | 山本譲二                        | みちのくひとり旅                     |
| 第15回 | 上期           | 1982年7月4日   | サザンオールスターズ            | チャコの海岸物語                     |
| 第15回 | 年間           | 1982年12月9日  | 細川たかし                      | 北酒場                               |
| 第16回 | 上期           | 1983年?月?日   | 佳山明生                        | 氷雨                                 |
| 第16回 | 年間           | 1983年12月8日  | 都はるみ（2） 岡千秋            | 浪花恋しぐれ                         |
| 第17回 | 上期           | 1984年?月?日   | 安全地帯                        | ワインレッドの心                     |
| 第17回 | 年間           | 1984年12月13日 | テレサ・テン                    | つぐない                             |
| 第18回 | 上期           | 1985年7月14日  | 吉幾三                          | 俺ら東京さ行ぐだ                     |
| 第18回 | 年間           | 1985年12月12日 | テレサ・テン（2）               | 愛人                                 |
| 第19回 | 上期           | 1986年7月13日  | 中森明菜                        | DESIRE -情熱-                        |
| 第19回 | 年間           | 1986年12月11日 | テレサ・テン（3）               | 時の流れに身をまかせ                 |
| 第20回 | 上期           | 1987年7月5日   | 吉幾三（2）                     | 雪國                                 |
| 第20回 | 年間           | 1987年12月10日 | 瀬川瑛子                        | 命くれない                           |
| 第21回 | 上期           | 1988年7月16日  | テレサ・テン（4）               | 別れの予感                           |
| 第21回 | 年間           | 1988年12月8日  | 吉幾三（3）                     | 酒よ                                 |
| 第22回 | 上期           | 1989年7月8日   | Wink                            | 愛が止まらない 〜Turn it into love〜 |
| 第22回 | 年間           | 1989年12月14日 | Wink（2）                       | 淋しい熱帯魚                         |
| 第23回 | 1990年12月6日  | 1990年12月6日  | 堀内孝雄                        | 恋唄綴り                             |
| 第24回 | 1991年12月12日 | 1991年12月12日 | 沢田知可子                      | 会いたい                             |
| 第25回 | 1992年12月10日 | 1992年12月10日 | 米米CLUB                        | 君がいるだけで                       |
| 第26回 | 1993年12月9日  | 1993年12月9日  | 高山厳                          | 心凍らせて                           |
| 第27回 | 1994年11月26日 | 1994年11月26日 | 藤谷美和子 大内義昭             | 愛が生まれた日                       |
| 第28回 | 1995年11月25日 | 1995年11月25日 | シャ乱Q                         | （なし）                             |
| 第29回 | 1996年11月23日 | 1996年11月23日 | シャ乱Q（2）                    | （なし）                             |
| 第30回 | 1997年11月29日 | 1997年11月29日 | GLAY                            | （なし）                             |
| 第31回 | 1998年11月21日 | 1998年11月21日 | L'Arc〜en〜Ciel                 | （なし）                             |
| 第32回 | 1999年11月20日 | 1999年11月20日 | GLAY（2）                       | （なし）                             |
| 第33回 | 2000年11月18日 | 2000年11月18日 | 浜崎あゆみ                      | （なし）                             |

第1回〜32回の大賞受賞歌手・曲の出典：

## スタッフ（2000年 (第33回)）
- 構成：八木晴彦
- 舞台監督：梅田尚哉
- ディレクター：山口剛正
- プロデューサー：藤澤國彦
- チーフプロデューサー：弘中謙